# Stinica
Stinica falu Horvátországban, Lika-Zengg megyében. Közigazgatásilag Zengghez tartozik.

## Fekvése
Zengg központjától 40 km-re délre, Jablanactól 5 km-re északra a Velebit-hegység lábánál a 8-as számú főúttól 2 km-re, a tengerparton egy védett öbölben fekszik.

## Története
A kikötőtől északnyugatra a Punta-félszigeten és a szelektől védett tengeröböl keleti oldalán egy jelentős ókori település és kikötő maradványai találhatók. Itt állt az ősi Ortopla, melyet már az i. e. 4. században várként említenek. A római korban Ortopla municipiumi ranggal rendelkező fontos kikötő és kereskedelmi központ volt. A temetőjében talált római pénzek alapján keletkezését az i. e. 2. század végére és az i. e. 1. század elejére teszik. Egy itt talált fém övcsat alapján eltételezik, hogy a 7. és 8. században már horvát település volt itt. A 9. században „Muruli” néven castrumként említik. „Castrum Murula” következő említése IV. Krešimir horvát király egy 1071-ben kelt latin nyelvű oklevelében történt. Várát Kálmán magyar király is megemlíti egy 1111-es oklevelében. A vár valószínűleg a 12. században a Magyar Királyság és a Velencei Köztársaság közötti harcokban pusztult el, mert ezután már csak a közeli Jablanac várát említik. A 18. és a 19. században kikötő és faraktár állt itt. A fát környező vidék sűrű erdeiből erdei vasúton szállították a tengerig, majd hajókra rakva vitték a távolabbi kikötőkbe. 
1857-ben 747, 1910-ben 1335 lakosa volt. A település 1920-ig Lika-Korbava vármegye Zenggi járásához tartozott. Ezt követően előbb a Szerb–Horvát–Szlovén Királyság, majd Jugoszlávia része lett. Jugoszlávia felbomlása után 1991-ben a független Horvátország része lett. 2011-ben 64 lakosa volt. A település szép fekvése miatt nyolcszáz fő befogadására képes turistatelep épült  itt. Kikötőjéből rendszeres kompjáratok mennek a szemközti Rab-szigetre.

## Lakosság

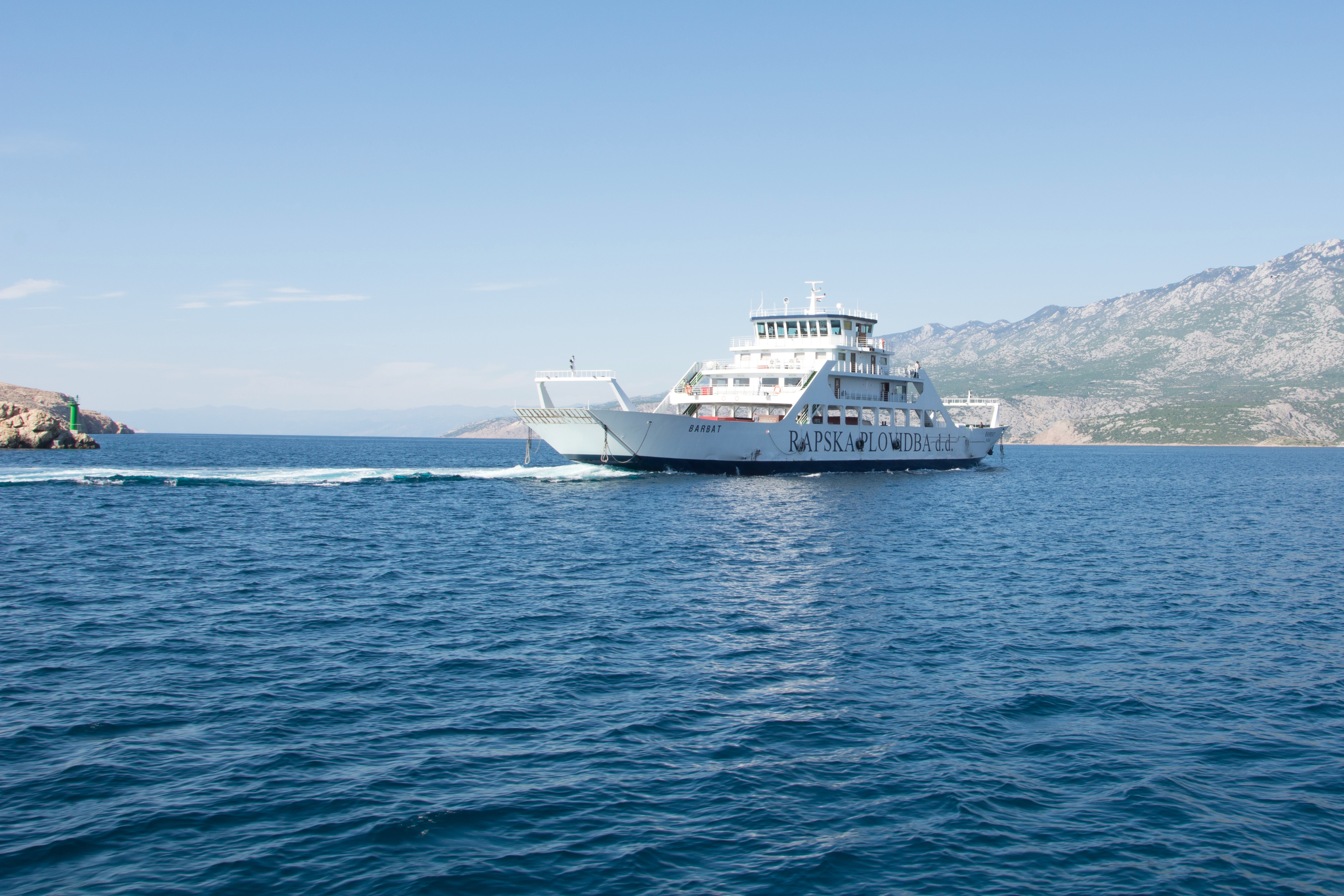
Kompjárat Stinicából a Rab-szigetre

| Lakosság változása | Lakosság változása | Lakosság változása | Lakosság változása | Lakosság változása | Lakosság változása | Lakosság változása | Lakosság változása | Lakosság változása | Lakosság változása | Lakosság változása | Lakosság változása | Lakosság változása | Lakosság változása | Lakosság változása | Lakosság változása |
| ------------------ | ------------------ | ------------------ | ------------------ | ------------------ | ------------------ | ------------------ | ------------------ | ------------------ | ------------------ | ------------------ | ------------------ | ------------------ | ------------------ | ------------------ | ------------------ |
| 1857               | 1869               | 1880               | 1890               | 1900               | 1910               | 1921               | 1931               | 1948               | 1953               | 1961               | 1971               | 1981               | 1991               | 2001               | 2011               |
| 747                | 1.106              | 1.062              | 1.032              | 1.345              | 1.335              | 1.270              | 1.028              | 922                | 868                | 652                | 288                | 229                | 145                | 105                | 64                 |

## Nevezetességei
Ortopla történelem előtti és ókori település maradványai a Punta-félszigeten. A feltárás során az egykori vár és házak falai, mozaik töredékek, cserépmaradványok, pénzek, valamint hamvasztásos sírok kerültek elő.
A stinicai határfal egyike a Horvátországban talált három ősi határfalnak. A fal egyenes vonalban húzódik nyugaton a Panos-hegytől a keleti Dundovići-Podkuki falvakig. A falat száraz technikával építették durván megmunkált és faragatlan helyi kőből. Körülbelül 2,5 km hosszú, 1,2-1,5 m széles, és átlagosan 0,5 m magasságban maradt fenn.